# II. třída okresu Frýdek-Místek 2003/2004
V soubojích fotbalové II. třídy okresu Frýdek-Místek 2003/2004, jedné ze skupin 8. nejvyšší fotbalové soutěže, se utkalo 14 týmů dvoukolovým systémem podzim – jaro. Tento ročník skončil v červnu 2004. Postup do I. B třídy Moravskoslezského kraje 2004/2005 si zajistil vítězný tým TJ Vendryně, do III. třídy okresu Frýdek-Místek 2004/2005 sestoupil poslední tým TJ Sokol Vojkovice. 

## Výsledná tabulka
| Poř. | Tým                | Z  | V  | R | P  | VG | OG | B  |
| ---- | ------------------ | -- | -- | - | -- | -- | -- | -- |
| 1.   | TJ Vendryně        | 26 | 17 | 5 | 4  | 70 | 27 | 56 |
| 2.   | TJ Oldřichovice    | 26 | 16 | 7 | 3  | 59 | 25 | 55 |
| 3.   | TJ Sokol Hrádek    | 26 | 14 | 5 | 7  | 73 | 40 | 47 |
| 4.   | TJ Václavovice     | 26 | 13 | 4 | 9  | 52 | 46 | 43 |
| 5.   | Fotbal Písek       | 26 | 10 | 7 | 9  | 55 | 42 | 37 |
| 6.   | FK Chlebovice 1963 | 26 | 11 | 4 | 11 | 40 | 47 | 37 |
| 7.   | FK Staříč          | 26 | 10 | 6 | 10 | 51 | 48 | 36 |
| 8.   | SK Nošovice-Lhoty  | 26 | 10 | 5 | 11 | 52 | 65 | 35 |
| 9.   | TJ Sokol Hnojník   | 26 | 10 | 3 | 13 | 39 | 45 | 33 |
| 10.  | TJ Řepiště         | 26 | 10 | 3 | 13 | 40 | 51 | 33 |
| 11.  | TJ Sokol Ostravice | 26 | 8  | 7 | 11 | 46 | 47 | 31 |
| 12.  | TJ Sokol Palkovice | 26 | 8  | 4 | 14 | 33 | 53 | 28 |
| 13.  | TJ Sokol Hukvaldy  | 26 | 8  | 3 | 15 | 36 | 64 | 27 |
| 14.  | TJ Sokol Vojkovice | 26 | 4  | 3 | 19 | 31 | 77 | 15 |

Poznámky:
- Z = Odehrané zápasy; V = Vítězství; R = Remízy; P = Prohry; VG = Vstřelené góly; OG = Obdržené góly; B = Body; (S) = Mužstvo sestoupivší z vyšší soutěže; (N) = Mužstvo postoupivší z nižší soutěže (nováček)

|  | Postup do I. B třídy Moravskoslezského kraje 2004/2005 |
|  | Sestup do III. třídy okresu Frýdek-Místek 2004/2005    |